# Pont du jardin des plantes de Grenoble
Le pont du jardin des plantes du muséum d'histoire naturelle de Grenoble fut construit en 1855 par Louis Vicat et son fils Joseph Vicat. Prototype et cadeau à la ville, ce pont est l'un des premiers ouvrages au monde en béton coulé.

## Historique

### Invention du ciment artificiel
Utilisé par les Égyptiens et les Romains, le ciment prompt devient un produit technologique après la redécouverte de Louis Vicat. En effet, en 1817, Louis Vicat publie dans les Annales de chimie sa découverte sur les lois de l'hydraulicité des ciments et des chaux. Cette découverte repose sur la cuisson d'une juste proportion de calcaire et d'argile. Pour valider sa recherche auprès de l'Académie royale des sciences, Joseph Vicat et son père construisent ce pont à titre expérimental. Il offrit ce pont comme don au muséum d'histoire naturelle et au directeur expert en minéralogie. Cette découverte n'est pas brevetée, pour permettre à leur invention un plus large développement : « La gloire d'être utile à celle d'être riche ».
À la suite de la réussite de leur expérience, Louis Vicat est nommé inspecteur Général des Ponts et Chaussées, et son fils Joseph Vicat fonde l'entreprise Vicat à Vif avec la construction de la cimenterie du Genevrey en 1857,, installée dans la vallée de la Gresse, en Isère. La Société Vicat est maintenant une entreprise française mondiale dans la fabrication de ciment, présente dans douze pays différents (États-Unis, Turquie, Brésil, Inde, Afrique et Europe).

### Rénovation du pont
Au printemps 2017, la Ville de Grenoble a lancé des travaux de restauration et de conservation de cet ouvrage historique. Ces travaux, menés par Les Ateliers du Paysage, ont reçu le prix du Geste d’Argent Métiers 2017 dans le cadre du Concours Geste d'Or - Le Patrimoine Bâti. Afin de mener à bien cette opération la société Vicat a accordé à la Ville une participation financière pour les travaux à travers un mécénat d’entreprise, pour un montant de 4 260 euros correspondant à 28,5 % du total des travaux qui s’élèvent à 14 952 euros TTC.
Les réparations sont dues d’une part à un vieillissement des armatures et des surfaces, d’autre part à des reprises anciennes en ciment artificiel. La restauration a pour objectif de consolider les maçonneries, et de restituer les éléments manquants connus. Seul le ciment prompt, plus proche visuellement du matériau initial, a été utilisé pour la restauration des éléments maçonnés reconstitués, avec une granulométrie adaptée à chacun, mais il est prévu de faire analyser la composition chimique du béton d’origine par le LRMH. Les travaux de restauration intègrent la volonté de la Ville de Grenoble de mettre en valeur un patrimoine issu d’un savoir-faire innovant qui caractérise la capitale alpine. Ils se rattachent lors de cette année anniversaire, à une série d’événements d’ordre culturel autour du béton, dont le plus emblématique est le lancement de la campagne de restauration de la tour Perret,.

## Description
Situé au sud-ouest du Jardin des plantes Joséphine Baker, à la frontière avec la partie des jardins réguliers d'inspiration romantique, l'ouvrage est un pont en arc placé dans un axe est-ouest, enjambant un ruisseau artificiel qui remonte en direction du nord jusqu'au muséum d'histoire naturelle.

## Galerie

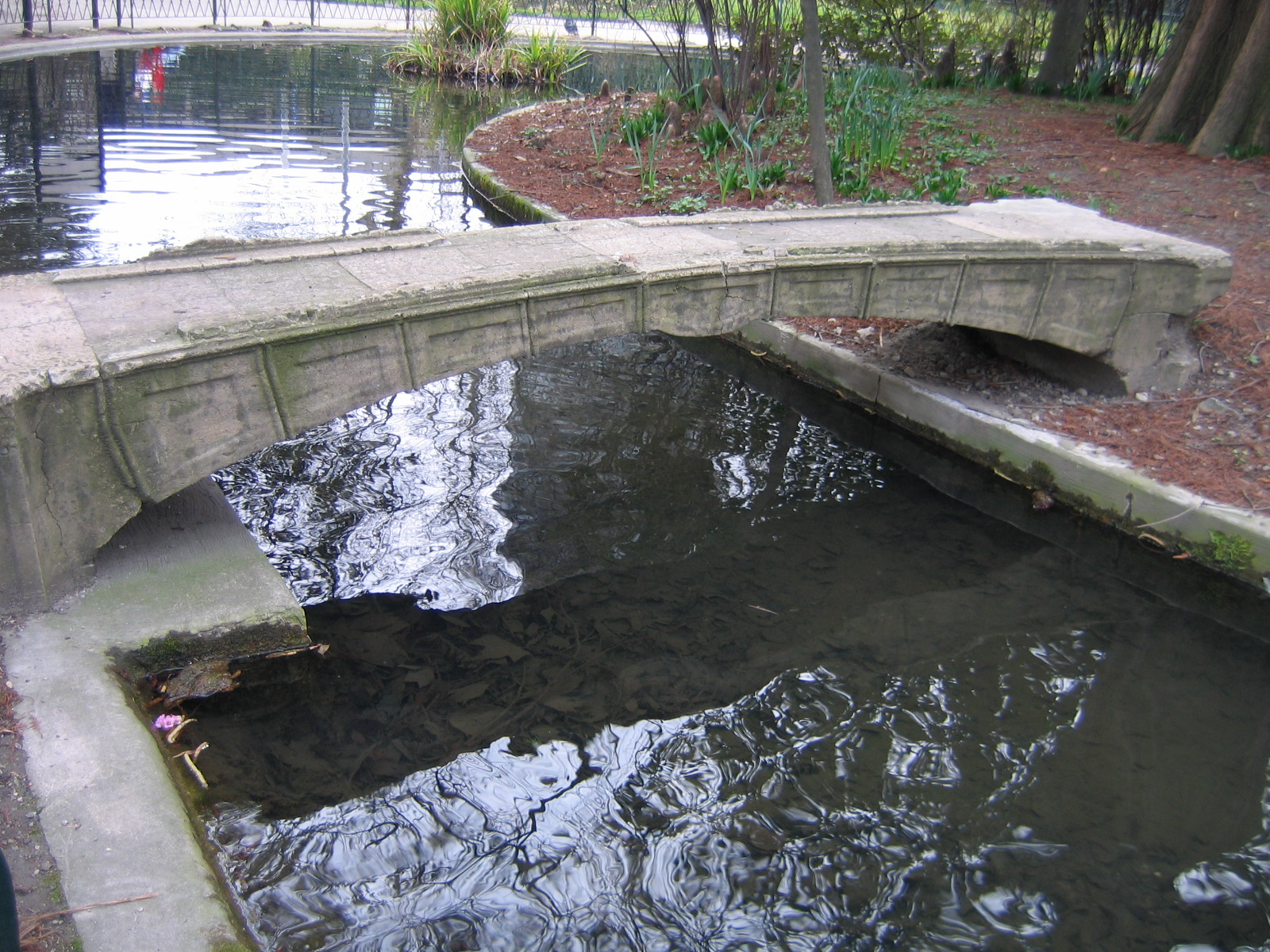
Le pont en 2008.
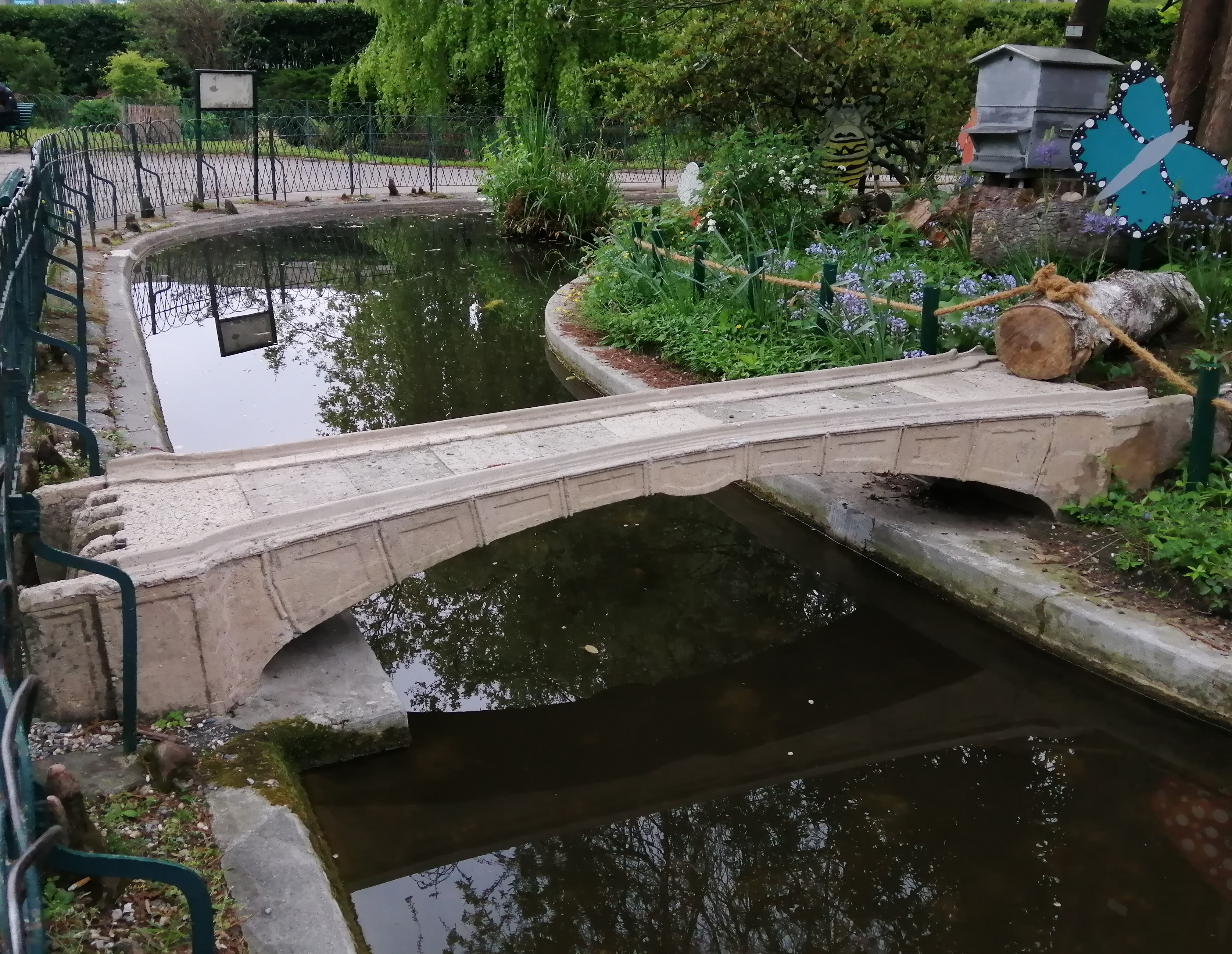
Le pont en avril 2023.
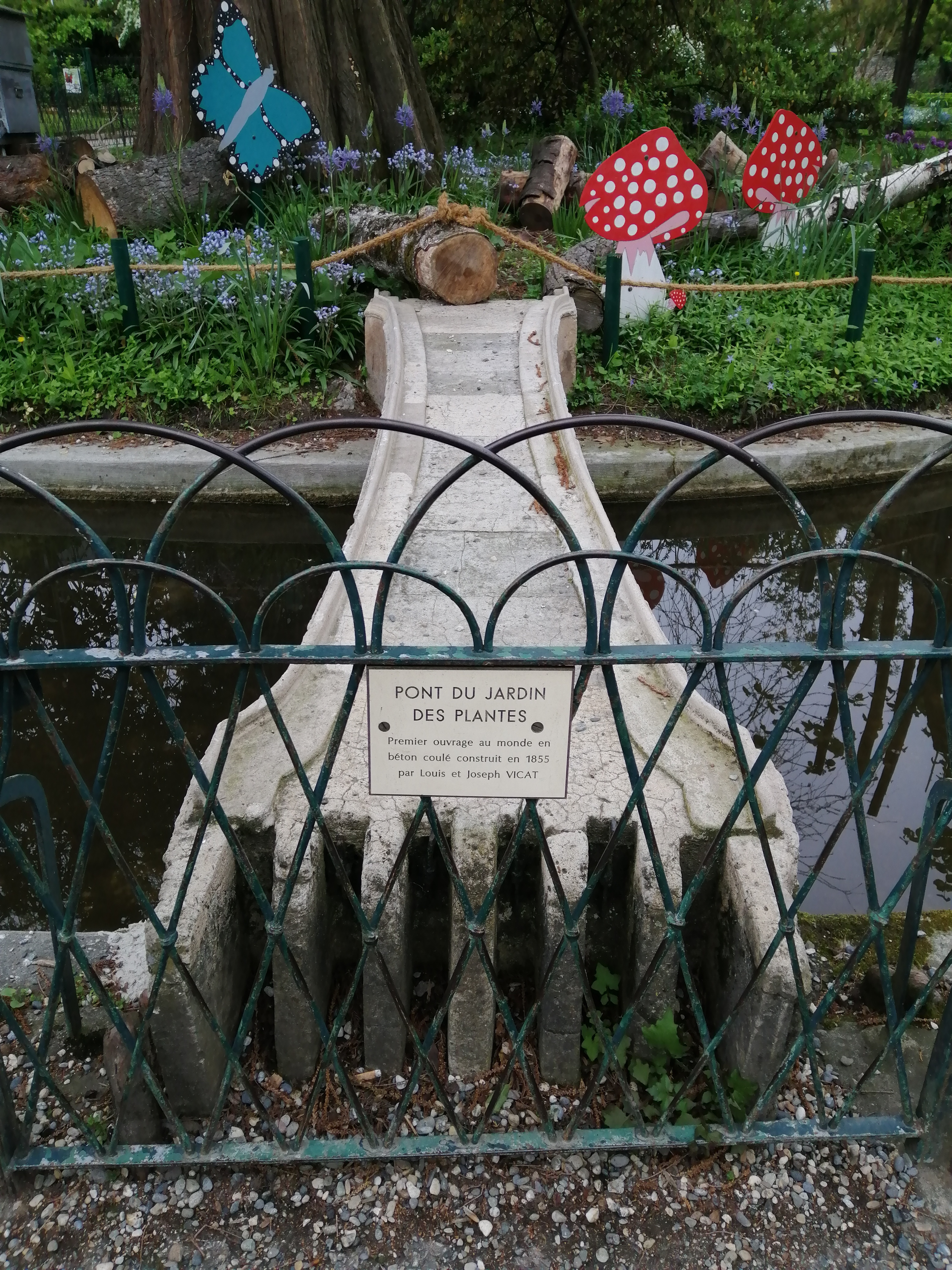
Le cartel présentant le pont.
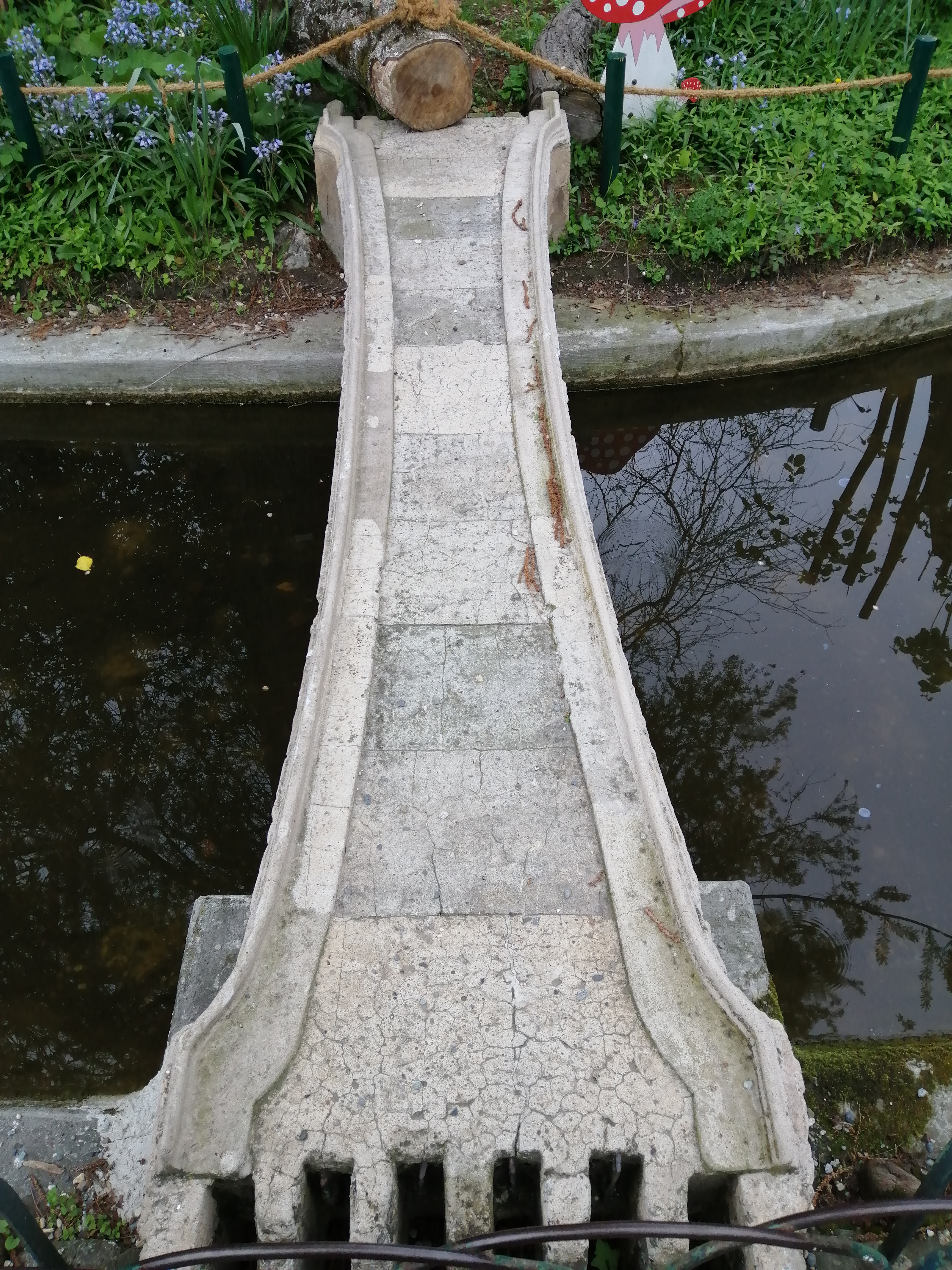
Vue en hauteur du pont et de son tablier.
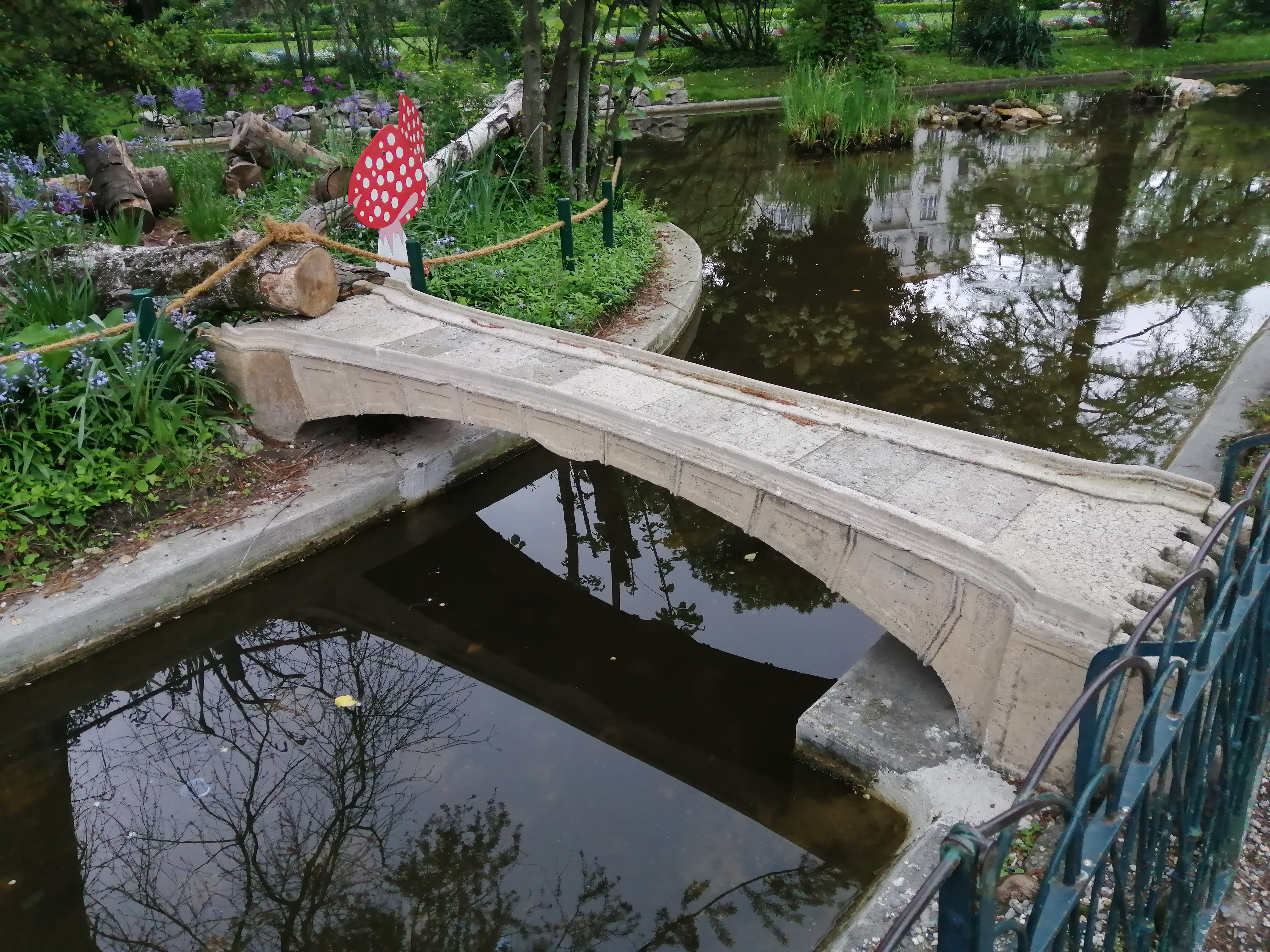
Côté sud du pont.